# Myopias maligna
Myopias maligna é uma espécie de formiga do gênero Myopias, pertencente à subfamília Ponerinae.